# Museu dos Dinossauros
O Museu dos Dinossauros é um museu paleontológico localizado na cidade de Uberaba, em Minas Gerais, no Brasil.

## História
No início do século XX, a região de Peirópolis se notabilizou como grande produtora de calcário. O local ganhou esse nome em homenagem a Frederico Peiró, que em 1911 fundou duas fábricas para a extração de calcário na região que empregando cerca de 150 trabalhadores, escoavam a produção para São Paulo através da linha férrea. Após a desativação da ferrovia por onde se escoava a produção, Peirópolis só teria o destaque atual após a descoberta de fósseis na região. O paleontólogo brasileiro Llewellyn Ivor Price liberou resultados sobre suas pesquisas feitas na região logo após a descoberta, quando esses resultados repercutiram rapidamente na comunidade científica do país.
Ate o final da década de 1980 todos os fósseis encontrados na região de Peirópolis eram direcionados para o Museu Nacional do Rio de Janeiro, onde permanecem até hoje. Com a iniciativa de moradores do vilarejo liderados pelo Sr. Beethoven Luiz Teixeira, conseguiram impedir a saída dos fósseis da região, e em julho de 1992, fundaram o Centro de Pesquisas Paleontólogicas e Museu dos Dinossauros "Llewellyn Ivor Price'', em homenagem ao paleontólogo que durante vários anos desempenhou um importante papel na paleontologia brasileira e com seus estudos em Peirópolis, mantendo os fósseis descobertos no local desde então.
Em 2004, outra grande conquista para a paleontologia brasileira, foi a inauguração da Rede Nacional de Paleontologia em Peirópolis, um centro de pesquisas que une os principais sítios paleontológicos brasileiros, também a partir do esforço de idealizadores locais como o Sr. Beetowen, que mesmo indo contra o desejo de pessoas da própria comunidade, fez com que o projeto se tornasse referência nas pesquisas paleontológicas mundiais.

## Fósseis

### Descoberta
A equipe do Paleontólogo Llewellyn Ivor Price descobriu diversos tipos de fósseis muito bem preservados na região, eram fósseis de moluscos, vegetais, e vertebrados datados entre 65 à 72 milhões de anos. Houve uma teoria de que o excelente estado de conservação dos fósseis se deve ao fato de que os ossos dos animais foram transportados por enxurradas para o fundo dos lagos e se impregnaram no carbonato de cálcio abundante da água, o que ajudou a protegê-los contra a ação do tempo. Há também teorias que dizem que o clima da região possa ter interferido na conservação dos fósseis, as pesquisas disseram que como o clima na época era semiárido, se os ossos dos animais tivessem ficado ao ar livre, logo eles se tornariam leves, porosos e quebradiços.

### Animais
Peirópolis possui diversos tipos de fósseis, dentre estes achados estão: Uma carapaça quase completa de uma pequena tartaruga, pequenos lagartos, iguanas (Pristiguana brasiliense), duas espécies de crocodilos (Uberabasuchus, e Pterossaurus), Saurópodes (Uberabatitan rebeiroi), Terópodes, Velociraptorídeos, entre outros.

### Dinossauros
Em Peirópolis foram descobertos fósseis de três grupos de dinossauros:
- Titanossauro, foi o primeiro de que se teve registros na região. São fósseis de grandes dinossauros herbívoros e quadrúpedes.
- Terópodes, fósseis de um grande dinossauro carnívoro foram encontrados as margens da BR 050 durante a duplicação destas rodovia, além de já ter-se registro através de dentes e ovos destes animais nas escavações do ponto de coleta localizado próximo a Peirópolis.
- Velociraptor, é um grupo um pouco menor no qual encontrava-se dinossauros bem ágeis como retratados no filme Jurassic Park.

## Uberabasuchus terrificus
Durante as escavações no ano 2000, o técnico em escavações Rodrigo dos Santos Silva, fez a maior descoberta da paleontologia brasileira, ao encontrar um esqueleto de crocodilo com cerca de 80% de seu esqueleto intacto. Este esqueleto após minucioso estudo foi verificado se tratar de uma nova espécie de crocodilo que foi batizado de Uberabasuchus terrificus.
O Uberabasuchus terrificus, significado para "Crocodilo Terrível de Uberaba", possui esse nome por seus fósseis terem sido encontrados em Uberaba. Viveu há cerca de 70 milhões de anos, durante o período Cretácio. Era um crocodilomorfo terrestre semelhante aos crocodilos atuais mas não possuindo nenhum parentesco com os mesmos. Era carnívoro e atacava cruelmente suas vítimas, comendo-as muitas vezes ainda vivas. Foram encontrados em Uberaba, 80% dos fósseis dele, isso talvez se deve ao fato de este ter sido soterrado repentinamente. Possuía habitos terrestres e vivia em regiões próximas a rios e lagos.

## O museu
Na entrada ao museu, os visitantes encontram uma grande réplica de um dinossauro herbívoro, obra do artista e escultor Northon de Azevedo Fenerich. 
Na sala de exposição há dezenas de réplicas e ilustrações que juntamente com os fósseis, mostram os detalhes e características de cada animal, além do laboratório onde são realizados trabalhos de pesquisa e limpeza dos fósseis. No ano de 2014 foram adicionadas 6 novas réplicas ao exterior do edifício (que era uma estação de trem antigamente), e uma dessas réplicas corresponde ao Uberabasuchus terrificus.